# سید توفیق السید
سید توفیق السید (انگلیسی: Sayed Tewfik El-Sayed؛ زادهٔ ۳۰ اوت ۱۹۴۲) بازیکن بسکتبال اهل مصر بود.